# Moção de confiança
Uma moção de confiança (ou voto de confiança) é, nos países que adotam o sistema parlamentarista, uma proposta parlamentar apresentada pelo governo com o propósito de verificar se o mesmo possui a confiança do parlamento (na prática, o objetivo é verificar se o governo detém a maioria no legislativo ou se possui apoio para determinada proposta).
A moção é aprovada ou rejeitada por meio de votação. Em alguns países, é frequente que o governo proponha uma moção de confiança para substituir uma moção de censura proposta pela oposição.
Da mesma maneira que a aprovação de uma moção de censura, a derrota numa moção de confiança dá causa à demissão do governo ou ao pedido, pelo governo, de dissolução do parlamento e a convocação de eleições gerais.

## Portugal
Em Portugal, moção de confiança é a iniciativa governamental de reforço político da sua posição e de coesão e solidariedade da maioria parlamentar que o suporta.
O Governo pode solicitar à Assembleia da República a aprovação de um voto de confiança sobre uma declaração de política geral ou sobre qualquer assunto relevante de interesse nacional.
Se o voto proposto à Assembleia da República não for aprovado, por maioria simples, tal implica a demissão do Governo